# Primarias del Partido Republicano de 2012 en Utah
Las Primarias del Partido Republicano de 2012 en Utah fueron el 26 de junio de 2012. Las Primarias del Partido Republicano fueron unas Primarias, con 40 delegados para elegir al candidato del partido Republicano para las elecciones presidenciales de Estados Unidos de 2012.  En el estado de Utah estaban en disputa 40 delegados en la que Mitt Romney ganó por un amplio margen.